# Бездушні
«Бездушні» (порт. Desalma; англ. Unsoul) — бразильський містичний серіал. Сценарій написаний Аною Паулою Мая (порт. Ana Paula Maia). Прем'єра серіалу відбулась на каналі «Globoplay» 21 жовтня 2020 року.
У серіалі зображено життя і традиції української діаспори в Бразилії, а також зображено українську міфологію (мавки, відьми, свято Івана-Купала).
Серіал був показаний на Берлінському міжнародному кінофестивалі 2020 року, де він був визнаний глядачами та різними кінознавцями.
Бразильське кіновиробництво буде транслюватись на міжнародному рівні компанією Sony Pictures Television.

## Сюжет
Історія починається зі зникнення учениці місцевої школи Галини (Anna Melo) у 1988 році у вигаданому місті Брігіді, що у Санта-Катаріні, заснованому українськими іммігрантами.
На момент зникнення дівчини місто святкувало Івана-Купала — язичницьке свято, пов'язане з обрядами родючості, яке було включено пізніше до календаря православних християн, і фактично проводиться на рубежі 6 — 7 липня. Трагедія спричинила заборону свята в Бріджиді, а через тридцять років, коли традиція відновлюється, таємничі події повторюються знову.
Дія розгортається в родинах Бурко та Скавронських.

## Актори
- Касія Кіс в ролі Хайї Лахович
- Клаудія Абреу в ролі Ігнес Скавронської-Бурко
  - Валентина Гіорзі в ролі юної Ігнес
- Марія Рібейру в ролі Джовани Скавронської
- Анна Мело у ролі Галини Лахович
- Брюс Гомлевський у ролі Івана Бурка
  - Джованні Галло як молодий Іван
- Ісмаель Канеппеле в ролі Бориса Бурка
  - Лукас Соарес як молодий Борис
- Каміла Ботельо в ролі Меліси Скавронської
- Джованні де Лоренці в ролі Максима Бурка
- Натхалія Фалькан у ролі Ірини Бурко
- Ізабель Тейшейра в ролі Анеле
  - Джованна Фігейредо як молода Анеле
- Габріель Мулья в ролі Павла Лаховича
- Жуан Педро Азеведо в ролі Анатолія Скавронського-Бурко
- Джулія Мелло в ролі Емілі Скавронської

## Епізоди

### 1 сезон (2020)
| № серії (загалом) | № серії (в сезоні) | Назва серії                         | Режисер(и)     | Сценарист(и)   | Оригінальна дата виходу |
| ----------------- | ------------------ | ----------------------------------- | -------------- | -------------- | ----------------------- |
| 1                 | 1                  | «Роман» (порт. Roman)               | Буде визначено | Буде визначено | 22 жовтня 2020          |
| 2                 | 2                  | «Дихання» (порт. Fôlego)            | Буде визначено | Буде визначено | 22 жовтня 2020          |
| 3                 | 3                  | «Занурений» (порт. Submersos)       | Буде визначено | Буде визначено | 22 жовтня 2020          |
| 4                 | 4                  | «Невинний» (порт. Inocentes)        | Буде визначено | Буде визначено | 22 жовтня 2020          |
| 5                 | 5                  | «Традиції» (порт. Tradições)        | Буде визначено | Буде визначено | 22 жовтня 2020          |
| 6                 | 6                  | «Одкровення» (порт. Revelações)     | Буде визначено | Буде визначено | 22 жовтня 2020          |
| 7                 | 7                  | «Галина» (порт. Halyna)             | Буде визначено | Буде визначено | 22 жовтня 2020          |
| 8                 | 8                  | «Івана Купала» (порт. Ivana Kupala) | Буде визначено | Буде визначено | 22 жовтня 2020          |
| 9                 | 9                  | «Повернення» (порт. O Retorno)      | Буде визначено | Буде визначено | 22 жовтня 2020          |
| 10                | 10                 | «Бездушний» (порт. Desalma)         | Буде визначено | Буде визначено | 22 жовтня 2020          |

## Виробництво
Зйомки серіалу відбувались протягом 30 днів у гірському районі Ріо-Гранді-ду-Сул. Було використано понад 36 декорацій, з них 16 на площі 300 000 квадратних метрів у місті Сан-Франциско-де-Пола.
Зйомки другого сезону почалися наприкінці січня 2021 року.
8 лютого 2023 року було оголошено, що серіал скасований та не матиме третього сезону.